# Michał Kajzer
Michał Kajzer (ur. 15 września 1921 w Warszawie, zm. w maju 1991) – polski ekonomista, urzędnik państwowy i dyplomata.

## Życiorys
Syn Kazimierza i Józefy. Wraz z rodziną na emigracji we Francji (1924–). Od 1940 Służył w Wojsku Polskim we Francji, 2 Pułku Artylerii Lekkiej, w składzie 2 Dywizji Strzelców Pieszych, internowany w Szwajcarii (1940–). Absolwent Uniwersytetu we Fryburgu (–1945). Pracował w jednym z towarzystw ubezpieczeniowych w Paryżu (1945–1946).
W 1947 powrócił do kraju, wstąpił do PPR (1947–), następnie w PZPR, rozpoczął pracę jako referendarz w Ministerstwie Żeglugi i Handlu Zagranicznego, pracował jako kierownik działu w Biurze Radcy Handlowego w Pradze (1947–1952), naczelnik wydziału w Ministerstwie Handlu Zagranicznego (1952–1955), attache handlowy w BRH w Hanoi (1955–1957), starszy radca/naczelnik wydziału/wicedyrektor/dyrektor departamentu MHZ (1957–1965), ambasador PRL w Sztokholmie (1965–1969), podsekretarz stanu w MHZ (1969–1971) i prezes Polskiej Izby Handlu Zagranicznego (1971–1974).
Odznaczony m.in. Krzyżem Komandorskim Orderu Odrodzenia Polski (1969) oraz Srebrnym Krzyżem Zasługi (1954). Pochowany na cmentarzu Bródnowskim w Warszawie (kwatera 4C-6-7).